# Nazionale di atletica leggera del Qatar
La nazionale di atletica leggera del Qatar è la rappresentativa del Qatar nelle competizioni internazionali di atletica leggera riservate alle selezioni nazionali.

## Bilancio nelle competizioni internazionali
La nazionale qatariota di atletica leggera vanta 10 partecipazioni ai Giochi olimpici estivi su 29 edizioni disputate.
Le tre medaglie olimpiche conquistate dal Qatar nell'atletica leggera portano la firma di Mohamed Suleiman, bronzo a Barcellona 1992 nei 1500 metri piani, e Mutaz Essa Barshim, oro a Tokyo 2020 e argento a Londra 2012 e Rio de Janeiro 2016 nel salto in alto.